# NGC 2273
NGC 2273 je galaksija u zviježđu Risu.

## Vanjske poveznice
- SEDS: NGC 2273